# Natuba
Natuba is een gemeente in de Braziliaanse deelstaat Paraíba. De gemeente telt 10.495 inwoners (schatting 2009).